# Joel Kosgei Komen
Joel Kosgei Komen (ur. 1987) – kenijski lekkoatleta, długodystansowiec.
Często startuje w Polsce, w 2010 wygrał 37. maraton w Dębnie, wyprzedzając m.in. medalistów mistrzostw Polski oraz 28. i 29. Maraton Metropolii.

## Rekordy życiowe
- półmaraton – 1:02:56 (2008)
- maraton – 2:15:00 (2010)